# Други судански грађански рат
Други судански грађански рат је војни сукоб између северног дела Судана и јужног дела, познатог као Јужни Судан, који је трајао између 1983. и 2005. године. Позадина сукоба повезана је са претходним ратом који је вођен између 1955. и 1972. године и представља директан наставак борбе након 11 година примирја. Северни део земље који је под управом Владе Судана је моћнији и богатији, углавном насељен становништвом исламске вероисповести, док је на југу становништво сиромашније и већински хришћанско.
Влада са севера земље покушала је да асимилује становништво са југа, те је то постао основни повод за борбу. Сукоб је трајао 22 године и за то време је настрадало око два милиона људи. Рат је завршен потписивањем Свеобухватног мировног споразума између сукобљених страна, што је директно довело до референдума о независности јужног дела Судана 2011. године и његовом отцепљењу у јулу исте године.